# Xã Hadley, Quận Lafayette, Arkansas
Xã Hadley (tiếng Anh: Hadley Township) là một xã thuộc quận Lafayette, tiểu bang Arkansas, Hoa Kỳ. Năm 2010, dân số của xã này là 1.027 người.